# Hamani Diori
Hamani Diori (Soudouré, 6. lipnja 1916. – Rabat, 23. travnja 1989.), prvi predsjednik neovisnog Nigera. Kada je došao na vlast, postao je diktator, te je zabranio sve stranke osim njegove. Niger je vodio tijekom njegivih prvih 14 neovisnih godina, a onda je srušen kada je izvršen vojni puč. Osuđen je na 6 godina zatvora, a nakon odsluženja bio je u kućnom pritvori. Umro je u inozemstvu u 72. godini života.